# Хром (фильм)
«Хром» (алб. Krom; международное название — англ. Chromium) — международно-спродюсированный фильм-драма, снятый албанским режиссёром Буяром Алимани. Мировая премьера ленты состоялась 8 июля 2015 года на международном кинофестивале в Карловых Варах. Фильм был выдвинут Албанией на премию «Оскар» за лучший фильм на иностранном языке. Фильм снимался при участии продюсеров из Германии, Греции, Албании и Косово.

## Сюжет
Фильм рассказывает о немой и одинокой женщине и её 15-летнем сыне Ади, который пытаясь заработать денег, спускается в шахту по добыче хрома, но тем самым только осложняя мрачную ситуацию в семье.

## В ролях
- Фредйон Ручи — Ади
- Клодьяна Кецо
- Мирела Наска
- Касем Ходжа

## Съёмочная группа
- Режиссёр — Буяр Алимани
- Сценарий — Буяр Алимани, Дамиан Первизи
- Продюсер — Дамиан Первизи, Танос Анастопулос, Тефта Бейко, Анита Элсани, Стелла Теодораки,
- Композитор — Пьетер Гачи
- Оператор — Илиас Адамис
- Монтаж — Бонита Папастати
- Художники — Эмир Туркеши Грамо, Стела Лакнори (по костюмам)